# Sable (wrestler)
Rena Marlette Lesnar (născută ca Greek și fostă Mero și Richardson, n. 8 august 1967), mai bine cunoscută sub numele de Sable, este un model, actriță și fostă wrestleră americană. Este cunoscută în primul rând pentru timpul petrecut în WWE. Înainte de a câștiga popularitate în lumea luptei profesionale. A început să lucreze pentru WWE în 1996. În calitate de Sable, ea a fost una dintre primele WWE Divas și a câștigat o popularitate considerabilă. După ce s-a confruntat cu Luna Vachon și Jacqueline, Sable a devenit a doua campioană WWF Women's Champion după ce titlul a fost restabilit în companie. După ce a devenit heel și a părăsit compania, a intentat un proces de 110 milioane dolari împotriva companiei, citând acuzații de hărțuire sexuală și condiții de muncă nesigure.
În 2003, s-a întors în WWE și a fost pusă într-o rivalitate cu Torrie Wilson și o altă storyline ca amanta lui Vince McMahon. În 2004, a părăsit compania pentru a petrece mai mult timp cu familia ei. În afara luptei, ea este considerată a fi un sex symbol și a fost prezentată pe coperta Playboy de trei ori. Numărul din 1999 al revistei cu ea pe coperta a fost unul dintre cele mai importante probleme de vânzare din istoria Playboy. A jucat în mai multe seriale de televiziune, printre care se află Pacific Blue, și a apărut în filmul Corky Romano.